# Eupithecia obscurata
Eupithecia obscurata är en fjärilsart som beskrevs av Dioszeghy. Eupithecia obscurata ingår i släktet Eupithecia och familjen mätare. Inga underarter finns listade i Catalogue of Life.